# Castanopsis wallichii
Castanopsis wallichii ist eine in Südostasien vorkommende Baumart aus der Familie der Buchengewächse (Fagaceae).

## Merkmale
Castanopsis wallichii ist ein immergrüner, bis zu 30 Meter hoher Baum. Der Stammdurchmesser erreicht über 65 Zentimeter.
Die kurz gestielten und ganzrandigen, leicht ledrigen, kahlen, unterseits helleren Laubblätter sind spitz bis zugespitzt oder geschwänzt.
Die Fruchtbecher (Cupulae) sind mit verzweigten Stacheln besetzt. Die Stacheln bedecken die ganze Oberfläche des Fruchtbechers. Sie sind sehr sparrig, holzig, rau und haben drei bis sieben Zweige. Ein Fruchtbecher enthält ein bis vier, bis 2 Zentimeter großen Nüsse, die oval oder abgeflacht sind. Der „Umbo“ ist rundum behaart.
Blütezeit ist Januar bis November, meist Juli bis September. Die Fruchtreife erfolgt von Januar bis August, meist im Januar.

## Verbreitung und Standorte
Die Art kommt in Thailand, Singapur und Indonesien vor. Sie wächst in tropischen immergrünen Wäldern, häufig an Flussufern in 10 bis 100 m Seehöhe.

## Belege
- Chamlong Phengklai: A synoptic account of the Fagaceae of Thailand. In: Thai Forest Bulletin. 2006, Band 34, S. 53–175.
- Castanopsis wallichii in der Flora of Thailand.